# Okręg wyborczy nr 1 do Sejmu Polskiej Rzeczypospolitej Ludowej (1989–1991)
Okręg wyborczy nr 1 do Sejmu Polskiej Rzeczypospolitej Ludowej (1989–1991) obejmował Warszawę-Śródmieście (województwo stołeczne warszawskie). W ówczesnym kształcie został utworzony w 1989. Wybieranych było w nim 3 posłów w systemie większościowym.
W obwodach zagranicznych okręgu nr 1 oddawali swoje głosy obywatele polscy mieszkający lub przebywający podczas wyborów za granicą kraju.
Siedzibą okręgowej komisji wyborczej była Warszawa-Śródmieście.

## Wybory parlamentarne 1989

### Mandat nr 1 –Polska Zjednoczona Partia Robotnicza
| Kandydat | I tura | I tura | II tura | II tura |
| Kandydat | Głosów | %      | Głosów  | %       |
| --- | ------ | ------ | ------- | ------- |
| Grzegorz Tuderek                                                                                               | 45 754 | 21,93  | 17 761  | 36,24   |
| Andrzej Bratkowski                                                                                             | 33 331 | 15,98  | 28 599  | 58,36   |
| Maciej Dubois                                                                                                  | 29 411 | 14,10  | —       | —       |
| Maciej Pacuła                                                                                                  | 10 594 | 5,08   | —       | —       |
| Liczba głosów ważnych: 208 601 (I tura) • 49 007 (II tura) Źródło: Państwowa Komisja Wyborcza I tura i II tura |        |        |         |         |

### Mandat nr 2 – bezpartyjny
| Kandydat                                                          | Głosów  | %     |
| ----------------------------------------------------------------- | ------- | ----- |
| Andrzej Łapicki                                                   | 170 778 | 77,83 |
| Jerzy Urban                                                       | 34 234  | 15,60 |
| Jan Majdecki                                                      | 9305    | 4,24  |
| Liczba głosów ważnych: 219 438 Źródło: Państwowa Komisja Wyborcza |         |       |

### Mandat nr 426 –Stowarzyszenie „Pax”
| Kandydat                                                         | Głosów | %     |
| ---------------------------------------------------------------- | ------ | ----- |
| Wojciech Janicki                                                 | 24 015 | 49,14 |
| Stanisław Piestrak                                               | 10 581 | 21,65 |
| Liczba głosów ważnych: 48 874 Źródło: Państwowa Komisja Wyborcza |        |       |